# Аоки, Томио
Томио Аоки (яп. 青木 富夫  Аоки Томио:, 7 октября 1923, Йокогама, Япония — 24 января 2004). Прославился в шестилетнем возрасте как ребёнок-звезда, приняв участие в фильмах выдающегося режиссёра Ясудзиро Одзу. После исполнения главной роли в ленте «Непосредственный мальчик» (в ином переводе — «Сорванец»), что по-японски звучит Токкан Кодзо — малыш так и будет указан в титрах некоторых фильмов. Его карьера охватывает практически всю историю японского кино — от немых фильмов конца 1920-х годов до кинолент начала 2000-х.

## Биография
Он был пятилетним малышом, когда впервые переступил порог студии «Камата» кинокомпании «Сётику» и был утверждён на одну из ролей в несохранившемся до наших дней фильме «Жизнь служащего» (1929). Был настолько забавным, что привлёк внимание режиссёра Ясудзиро Одзу, который специально под него придумает сюжет своей следующей картины «Непосредственный мальчик», снятой в том же 1929 году. Сценарий, навеянный мотивами рассказа О. Генри «Выкуп вождя краснокожих», который Одзу с тремя другими соавторами сочинит буквально за одну ночь, проведённую компанией в пивном баре. Аоки играет сорванца-мальчугана, который настолько достаёт своих похитителей, что они уже пожалели о своём проступке и не знают, как избавиться от похищенного ребёнка. Именно после этой картины малыш Аоки станет звездой, будет называть себя не иначе, как Токкан Кодзо (по названию фильма) и сыграет затем неоднократно под этим псевдонимом в последующих работах режиссёра Ясудзиро Одзу.
Партнёрство между режиссёром и ребёнком-звездой продолжится ещё в десяти кинолентах, в том числе в незабываемых «Родиться-то я родился...» (1932), «История о плывущих водорослях» (1934) и первом звуковом фильме мастера «Единственный сын» (1936). Взглянув на фильмографию Аоки, становится ясным и то, что Одзу был не единственным режиссёром, с кем актёр неоднократно работал в 1930-е годы. Имена режиссёров Хироси Симидзу и Хиромасы Номуры возникают даже чаще, 17 и 14 раз соответственно. За период с 1929-го по 1940 годы молодой актёр снялся в 98 фильмах.
С началом войны шестнадцатилетний Аоки исчез с экрана в 1940 году и вернулся лишь четырнадцать лет спустя, заключив контракт уже со студией «Никкацу» (что объясняет, почему Аоки никогда более не появился в фильмах Одзу, так как мастер режиссуры всегда был верен «Сётику»). Актёру, привыкшему с юных лет к звёздной славе, в «Никкацу» приходится начинать всё с нуля, так как ему предлагают лишь эпизоды, в лучшем случае второплановые роли. Так, в фильме «Красота преступного мира» (1958) он исполнил небольшую роль мастера, лепящего из пластилина женские груди для манекенов.
Хотя иной раз и доставались ему в «Никкацу», пусть небольшие роли, но в выдающихся работах крупных режиссёров, как например его появление в классической военной драме Кона Итикавы «Бирманская арфа» (1956), в драме Масаки Кобаяси по сценарию выдающегося прозаика Кобо Абэ «За толстой стеной» (1956), в ранних работах Сёхэя Имамуры «У станции Западная Гиндза», «Украденное желание» (обе — 1958), «Свиньи и броненосцы» (1961), «Женщина-насекомое» (1963), «Красная жажда убийства», (1964). В 1960 году сыграл главную роль в криминальной драме Корэёси Курахары «Запугивание».
Как и многие из актёров, работавших в «Никкацу» 1960-х годов, в том числе звёзды Тэцуя Ватари и Мэйко Кадзи, Аоки покинул студию в начале 1970-х, когда там начались кризисные годы. Актёр начал сниматься в эротических фильмах. После его участия в 1972 году в порно-фильме «Белая кожа, появляющаяся в темноте» режиссёра Согоро Нисимуры, за год до этого бывшем постановщиком первого японского порно «Квартира жены: Интимные отношения после полудня», актёр преждевременно ушёл из профессии (появившись на экране лишь однажды в небольшом эпизоде фильма «Семья» 1974 года).
Это был его второй длительный перерыв в работе, но значительно больший по времени, нежели в 1940-х — 1950-х. Томио Аоки вернётся на экран лишь спустя два десятилетия в середине 1990-х, снявшись в фильме писателя, журналиста и режиссёра Макото Синодзаки «Добро пожаловать домой». Снимется затем ещё в нескольких фильмах, последний из которых «Тамура и Тирори: Прогулки с собакой», снятый тем же Синодзаки выйдет в мае 2004 года, уже после смерти Аоки.
Томио Аоки умер 24 января 2004 года в возрасте восьмидесяти лет от рака лёгких.

## Избранная фильмография
| Актёрские работы | Актёрские работы                                                 | Актёрские работы                  | Актёрские работы                              | Актёрские работы  | Актёрские работы           |
| Год              | Русское название                                                 | Оригинальное название             | Название на ромадзи                           | Режиссёр          | Роль                       |
| ---------------- | ---------------------------------------------------------------- | --------------------------------- | --------------------------------------------- | ----------------- | -------------------------- |
| 1920-е годы      |                                                                  |                                   |                                               |                   |                            |
| 1929             | Жизнь служащего                                                  | 会社員生活                        | Kaishain seikatsu                             | Ясудзиро Одзу     | третий сын                 |
| 1929             | Непосредственный мальчик (к/м)                                   | 突貫小僧                          | Tokkan kozô                                   | Ясудзиро Одзу     | Бункити, мальчик-сорванец  |
| 1930-е годы      |                                                                  |                                   |                                               |                   |                            |
| 1930             | На экзамене-то я провалился…                                     | 落第はしたけれど                  | Rakudai wa shitakeredo                        | Ясудзиро Одзу     | сын хозяйки                |
| 1930             | Упущенная удача                                                  | 足に触った幸運                    | Ashi ni sawatta koun                          | Ясудзиро Одзу     | сын                        |
| 1930             | История Кинуё                                                    | 絹代物語                          | Kinuyo monogatari                             | Хэйноскэ Госё     |                            |
| 1930             | Воинственные супруги                                             | チャンバラ夫婦                    | Chambara fufu                                 | Микио Нарусэ      |                            |
| 1930             | Тяжёлые времена                                                  | 不景気時代                        | Fukeiki jidai                                 | Микио Нарусэ      |                            |
| 1931             | Наш священник любит мою маму                                     | 私のパパさんママが好き            | Watashi no papa-san mama ga suki              | Кадзухико Номура  |                            |
| 1932             | Тюсингура                                                        | 忠臣蔵                            | Chushingura                                   | Тэйноскэ Кинугаса |                            |
| 1932             | Родиться-то я родился…                                           | 大人の見る繪本 生れてはみたけれど | Umarete wa mita keredo                        | Ясудзиро Одзу     | Кэйдзи                     |
| 1933             | Гейша и негодяй                                                  | 与太者と芸者                      | Yotamono to geisha                            | Хиромаса Номура   | сын Бухэи                  |
| 1933             | С тобой мы в разлуке                                             | 君と別れて                        | Kimi to wakarete                              | Микио Нарусэ      | младший брат Сёкику        |
| 1933             | Каприз                                                           | 出来ごころ                        | Dekigokoro                                    | Ясудзиро Одзу     | Томио                      |
| 1933             | «---»                                                            | 嬉しい頃                          | Ureshii koro                                  | Хиромаса Номура   |                            |
| 1933             | Труба и девушка                                                  | ラッパと娘                        | Rappa to musume                               | Ясудзиро Симадзу  |                            |
| 1934             | Затмение                                                         | 金環蝕                            | Kinkanshoku                                   | Хироси Симидзу    | Сигэру, брат Осаки         |
| 1934             | Улица без конца                                                  | 限りなき舗道                      | Kagirinaki hodo                               | Микио Нарусэ      | посыльный                  |
| 1934             | История о плывущих водорослях                                    | 浮草物語                          | Ukikusa monogatari                            | Ясудзиро Одзу     | Томибо                     |
| 1935             | Невинная девушка                                                 | 箱入娘                            | Hakoiri musume                                | Ясудзиро Одзу     | Томибо                     |
| 1935             | Юношеская невинность сына босса                                  | 若旦那 春爛漫                     | Wakadanna haru ranman                         | Хироси Симидзу    |                            |
| 1935             | Он, она и мальчики                                               | 彼と彼女と少年達                  | Kare to kanojo to shônentachi                 | Хироси Симидзу    | Дон-Ко                     |
| 1935             | Токийская ночлежка                                               | 東京の宿                          | Tôkyô no yado                                 | Ясудзиро Одзу     | Дзенько                    |
| 1935             | Бремя жизни                                                      | 人生のお荷物                      | Jinsei no onimotsu                            | Хэйноскэ Госё     |                            |
| 1935             | Герой Токио                                                      | 東京の英雄                        | Tōkyō no eiyū                                 | Хироси Симидзу    | маленький Кихати           |
| 1935             | Жених разговаривает во сне                                       | 花婿の寝言                        | Hanamuko no negoto                            | Хэйноскэ Госё     |                            |
| 1936             | Единственный сын                                                 | ひとり息子                        | Hitori musuko                                 | Ясудзиро Одзу     | Томибо                     |
| 1937             | Звезда спорта                                                    | 花形選手                          | Hanagata senshu                               | Хироси Симидзу    | деревенский мальчик        |
| 1937             | Что забыла дама?                                                 | 淑女は何を忘れたか                | Shukujo wa nani o wasureta ka                 | Ясудзиро Одзу     | Томио                      |
| 1937             | Забудь и про любовь                                              | 恋も忘れて                        | Koi mo wasurete                               | Хироси Симидзу    | Котароо                    |
| 1937             | Дети на ветру                                                    | 風の中の子供                      | Kaze no naka no kodomo                        | Хироси Симидзу    | мальчик в цирке            |
| 1939             | «---»                                                            | 女の風俗 第一話お嬢さんの日記     | Onna no fûzoku — Dai ichi-wa: Ojôsan no nikki | Хироси Симидзу    | Томэкити                   |
| 1940             | У меня есть муж                                                  | 私には夫がある                    | Watashi ni wa otto ga aru                     | Хироси Симидзу    | брат учителя Уэды          |
| 1950-е годы      |                                                                  |                                   |                                               |                   |                            |
| 1954             | «Бремя любви»                                                    | 愛のお荷物                        | Ai no onimotsu                                | Юдзо Кавасима     |                            |
| 1956             | За толстой стеной                                                |                                   | Kabe atsuki heya                              | Масаки Кобаяси    |                            |
| 1956             | Бирманская арфа                                                  | ビルマの竪琴                      | Biruma no tategoto                            | Кон Итикава       | Ояма                       |
| 1956             | Рай Судзаки: Район красных фонарей                               | 洲崎パラダイス 赤信号             | Suzaki Paradaisu: Akashingo                   | Юдзо Кавасима     |                            |
| 1957             | Опасные связи                                                    | 危険な関係                        | Kiken na kankei                               | Умэцугу Иноуэ     | репортёр                   |
| 1957             | Солнце в последние дни сёгуната                                  | 幕末太陽伝                        | Bakumatsu taiyoden                            | Юдзо Кавасима     | Тадасукэ, клиент в борделе |
| 1957             | Я жду                                                            | 俺は待ってるぜ                    | Ore wa matteru ze                             | Корэёси Курахара  |                            |
| 1958             | Красота преступного мира                                         | 暗黒街の美女                      | Ankokugai no bijo                             | Сэйдзюн Судзуки   | эпизод (мастер-скульптор)  |
| 1958             | Человек в тумане                                                 | 霧の中の男                        | Kiri no naka no otoko                         | Корэёси Курахара  |                            |
| 1958             | Разборки в шторм                                                 | 嵐の中を突っ走れ                  | Arashi no naka o tsuppashire                  | Корэёси Курахара  |                            |
| 1958             | Украденное желание                                               | 盗まれた欲情                      | Nusumareta yokujô                             | Сёхэй Имамура     |                            |
| 1958             | У станции Западная Гиндза                                        | 西銀座駅前                        | Nishi Ginza ekimae                            | Сёхэй Имамура     | фармацевт                  |
| 1959             | «Человек, пришедший со дна моря»                                 | 海底から来た女                    | Kaitei kara kita onna                         | Корэёси Курахара  | рыбак                      |
| 1960-е годы      |                                                                  |                                   |                                               |                   |                            |
| 1960             | Запугивание                                                      |                                   | Aru kyôhaku                                   | Корэёси Курахара  |                            |
| 1961             | Свиньи и броненосцы                                              | 豚と軍艦                          | Buta to gunkan                                | Сёхэй Имамура     | адвокат Миямото            |
| 1961             | Отбей миллион долларов!                                          |                                   | Hyakuman-doru o tatakidase                    | Сэйдзюн Судзуки   | тренер                     |
| 1962             | «Город сотен домн» (в прокате СССР — «Всегда существует завтра») | キューポラのある街                | Kyûpora no aru machi                          | Кириро Ураяма     | работник А                 |
| 1962             | «Как я тебя ненавижу!» («Этот ужасный парень»)                   | 憎いあンちくしょう                | Nikui an-chikushô                             | Корэёси Курахара  |                            |
| 1962             | «Клей Джонни: Смотрит как зверь»                                 | 硝子のジョニー 野獣のように見えて | Garasu no Jonî: Yajû no yô ni miete           | Корэёси Курахара  |                            |
| 1963             | Молодость зверя                                                  | 野獣の青春                        | Yajû no seishun                               | Сэйдзюн Судзуки   | Мацуи Тэруми               |
| 1963             | Женщина-насекомое                                                | にっぽん昆虫記                    | Nippon konchûki                               | Сёхэй Имамура     |                            |
| 1964             | Красная жажда убийства                                           | 赤い殺意                          | Akai satsui                                   | Сёхэй Имамура     |                            |
| 1970-е годы      |                                                                  |                                   |                                               |                   |                            |
| 1972             | Белая кожа, появляющаяся в темноте                               | 闇に浮ぶ白い肌                    | Yami ni ukabu shiroi hada                     | Согоро Нисимура   | человек с улицы            |
| 1974             | Семья                                                            |                                   | Karei-naru ichizoku                           | Сацуо Ямамото     |                            |
| 1990-е годы      |                                                                  |                                   |                                               |                   |                            |
| 1995             | Добро пожаловать домой                                           | おかえり                          | Okaeri                                        | Макото Синодзаки  | человек в парке            |
| 2000-е годы      |                                                                  |                                   |                                               |                   |                            |
| 2000             | Незабываемый                                                     |                                   | Wasurerarenu hitobito                         | Макото Синодзаки  | Ито                        |
| 2001             | Друг старшеклассницы                                             | 女学生の友                        | Jo gakusei no tomo                            | Тэцуо Синохара    |                            |
| 2001             | Пистолетная опера                                                | ピストルオペラ                    | Pisutoru opera                                | Сэйдзюн Судзуки   |                            |
| 2004             | Тамура и Тирори: Прогулки с собакой                              | 犬と歩けば チロリとタムラ         | Inu to arukeba: Chirori to Tamura             | Макото Синодзаки  | Сэйтаро Ито                |